# Ган (поїзд)
Ган (англ. The Ghan) — пасажирський потяг в Австралії, названий так на честь афганців — погоничів верблюдів.

## Історія

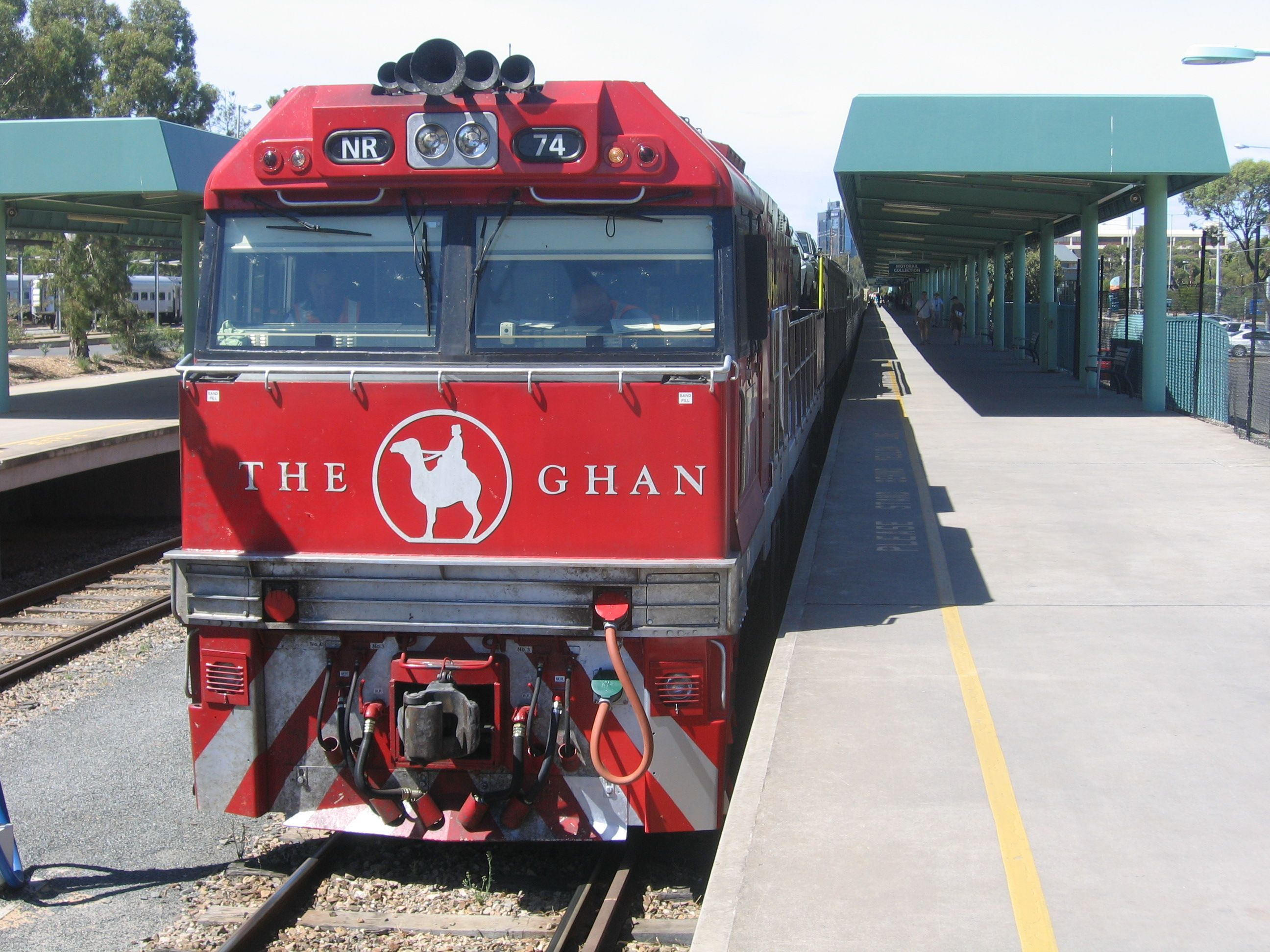
Локомотив Гана з емблемою верблюда

Протяжність залізничної колії за старим маршрутом Гана — від Аделаїди до Аліс-Спрингс, становила 1420 кілометрів (882 милі). Поїзд найдовший в Австралії, його довжина становить 1069 метрів.
Спочатку залізницю було прокладено до Аліс-Спрингс, але завдяки тому, що уряд Австралії вклав 988 млн. доларів США на реконструкцію залізничного полотна і будівництво нової гілки від Аліс-Спрингс до північного порту Дарвін (що склало 1420 кілометрів), пасажири тепер можуть їздити від південного до північного узбережжя країни.
Будівництво нової залізничної гілки, завершене в кінці 2003 року, стало одним з найбільших реалізованих інженерних проектів Австралії. Загальна протяжність залізниці з півдня на північ, від Аделаїди до Дарвіна, становить 2979 км (1851 миль).